# لي سويتش
لي سويتش (بالفرنسية: Le Souich)‏ هي بلدية تقع في إقليم باد كاليه من منطقة نور با دو كاليه في شمال فرنسا. تبلغ مساحة هذه المدينة 5.11 (كم²)، وترتفع عن سطح البحر 153 م، يبلغ عدد سكانها 188 نسمة حسب إحصاء المعهد الوطني للإحصاء والدراسات الاقتصادية سنة 2009 م. وترأس Francis Maze البلدية خلال فترة (2008-2014).